# Idaea eremica
Idaea eremica är en fjärilsart som beskrevs av Brandt 1941. Idaea eremica ingår i släktet Idaea och familjen mätare. Inga underarter finns listade i Catalogue of Life.